# Динозавроподобни
Динозавроподобните (Dinosauriformes) са клад животни от клас Влечуги (Reptilia).
Таксонът е описан за пръв път от Фернандо Новас през 1992 година.